# ماستونک (سرده)
ماستونک، هویج تیغی (نام علمی: Torilis) نام یک سرده از تیره چتریان است.